# Spathioplites phreneticus
Spathioplites phreneticus är en stekelart som beskrevs av Fischer 1962. Spathioplites phreneticus ingår i släktet Spathioplites och familjen bracksteklar. Inga underarter finns listade i Catalogue of Life.